# Доминиканская Республика на летних Олимпийских играх 2016
Доминиканская Республика на летних Олимпийских играх 2016 года была представлена 29 спортсменами в 11 видах спорта. На церемонии открытия Игр право нести национальный флаг было доверено серебряному призёру Олимпийских игр 2012 года, а на церемонии закрытия единственному медалисту Игр 2016 года в составе сборной Доминиканской Республики тхэквондисту Луисито Пье, который завоевал бронзу в весовой категории до 58 кг. Единственная олимпийская награда позволила сборной Доминиканской Республики занять 78-е место в неофициальном медальном зачёте.

## Медали
| Бронза |             |                               |            |
| №      | Спортсмены  | Вид спорта (дисциплина)       | Дата       |
| 1      | Луисито Пье | Тхэквондо (до 58 кг, мужчины) | 17 августа |

## Состав сборной
Бокс
1. Эктор Гарсия
2. Леонель де лос Сантос

Велоспорт
 Шоссейный велоспорт
1. Дьего Милан

 Дзюдо
1. Вандер Матео

 Конный спорт
1. Ивонна Лосос

 Лёгкая атлетика
1. Йохандрис Андухар
2. Станли дель Кармен
3. Густаво Куэста
4. Янкарлос Мартинес
5. Майобанекс де Олео
6. Лугелин Сантос
7. Йон Сориано
8. Луис Шарлес
9. Мариэли Санчес
10. Ана Хосе Тима

 Плавание
1. Джони Перес
2. Дориан Макменеми

 Стрельба
1. Эдуардо Лоренсо

 Стрельба из лука
1. Йессика Камило

 Теннис
1. Виктор Эстрелья Бургос

 Тхэквондо
- Квота 1
- Квота 2
- Квота 3

 Тяжёлая атлетика
1. Луис Гарсия Брито
2. Беатрис Пирон

- Квота 2

 Фехтование
1. Росси Феликс

## Результаты соревнований

### Бокс
Квоты, завоёванные спортсменами являются именными. Если от одной страны путёвки на Игры завоюют два и более спортсмена, то право выбора боксёра предоставляется национальному Олимпийскому комитету. Соревнования по боксу проходят по системе плей-офф. Для победы в олимпийском турнире боксёру необходимо одержать либо четыре, либо пять побед в зависимости от жеребьёвки соревнований. Оба спортсмена, проигравшие в полуфинальных поединках, становятся обладателями бронзовых наград.
Мужчины
| Категория | Спортсмены            | Первый раунд           | Второй раунд         | Четвертьфинал        | Полуфинал            | Финал                | Место                |
| Категория | Спортсмены            | Соперник Результат     | Соперник Результат   | Соперник Результат   | Соперник Результат   | Соперник Результат   | Место                |
| --------- | --------------------- | ---------------------- | -------------------- | -------------------- | -------------------- | -------------------- | -------------------- |
| до 52 кг  | Леонель де лос Сантос |                        |                      |                      |                      |                      |                      |
| до 56 кг  | Эктор Гарсия          | BLRД. Асанов (5) П 1:2 | завершил выступление | завершил выступление | завершил выступление | завершил выступление | завершил выступление |

### Велоспорт

#### Шоссейный велоспорт
Мужчины
| Соревнование    | Спортсмены  | Время | Место | Отставание |
| --------------- | ----------- | ----- | ----- | ---------- |
| групповая гонка | Дьего Милан | DNF   | DNF   | DNF        |

### Водные виды спорта

#### Плавание
В следующий раунд на каждой дистанции проходят спортсмены, показавшие лучший результат, независимо от места, занятого в своём заплыве.
Мужчины
| Дистанция                 | Спортсмены  | Предварительный раунд | Предварительный раунд | Предварительный раунд | Полуфинал            | Полуфинал            | Полуфинал            | Финал                | Финал                |
| Дистанция                 | Спортсмены  | Заплыв                | Результат             | Место                 | Заплыв               | Результат            | Место                | Результат            | Место                |
| ------------------------- | ----------- | --------------------- | --------------------- | --------------------- | -------------------- | -------------------- | -------------------- | -------------------- | -------------------- |
| 100 метров вольным стилем | Джони Перес | 1                     | 51,50                 | 52                    | завершил выступление | завершил выступление | завершил выступление | завершил выступление | завершил выступление |

Женщины
| Дистанция                | Спортсмены       | Предварительный раунд | Предварительный раунд | Предварительный раунд | Полуфинал | Полуфинал | Полуфинал | Финал     | Финал |
| Дистанция                | Спортсмены       | Заплыв                | Результат             | Место                 | Заплыв    | Результат | Место     | Результат | Место |
| ------------------------ | ---------------- | --------------------- | --------------------- | --------------------- | --------- | --------- | --------- | --------- | ----- |
| 50 метров вольным стилем | Дориан Макменеми |                       |                       |                       |           |           |           |           |       |

### Дзюдо
Соревнования по дзюдо проводились по системе с выбыванием. В утешительные раунды попадали спортсмены, проигравшие полуфиналистам турнира. Два спортсмена, одержавших победу в утешительном раунде, в поединке за бронзу сражались с дзюдоистами, проигравшими в полуфинале.
Мужчины
| Категория | Спортсмены   | 1/32 финала        | 1/16 финала          | 1/8 финала             | Четвертьфинал           | Полуфинал               | Финал                | Место |
| Категория | Спортсмены   | Соперник Результат | Соперник Результат   | Соперник Результат     | Соперник Результат      | Соперник Результат      | Соперник Результат   | Место |
| --------- | ------------ | ------------------ | -------------------- | ---------------------- | ----------------------- | ----------------------- | -------------------- | ----- |
| до 66 кг  | Вандер Матео | Не участвовал      | CODР. Куку В 010:000 | PORС. Оленик В 100:000 | JPNМ. Эбинума П 000:111 | Утешительный турнир     | Утешительный турнир  | 7     |
| до 66 кг  | Вандер Матео | Не участвовал      | CODР. Куку В 010:000 | PORС. Оленик В 100:000 | JPNМ. Эбинума П 000:111 | UZBР. Собиров П 000:100 | Завершил выступление | 7     |

### Конный спорт
Выездка
Соревнования по выездке включали в себе три теста высшего уровня сложности по системе Международной федерации конного спорта (FEI): Большой Приз (англ. Grand Prix), Переездка Большого Приза (англ. Grand Prix Special) и КЮР Большого приза (англ. Grand Prix Freestyle). Итоговая оценка в каждом из тестов рассчитывалась, как среднее арифметическое значение оценок семи судей.
| Соревнование   | Спортсмены                      | Большой Приз | Большой Приз | Переездка Большого Приза | Переездка Большого Приза | КЮР Большого Приза    | КЮР Большого Приза    |
| Соревнование   | Спортсмены                      | Результат    | Место        | Результат                | Место                    | Результат             | Место                 |
| -------------- | ------------------------------- | ------------ | ------------ | ------------------------ | ------------------------ | --------------------- | --------------------- |
| личная выездка | Ивонна Лосос лошадь — Foco Loco | 61,300       | 59           | завершила выступление    | завершила выступление    | завершила выступление | завершила выступление |

### Лёгкая атлетика
Мужчины
Беговые дисциплины
| Дисциплина            | Спортсмен                                                                 | Предварительный раунд | Предварительный раунд | Предварительный раунд | Четвертьфиналы | Четвертьфиналы | Четвертьфиналы | Полуфиналы | Полуфиналы | Полуфиналы | Финал | Финал |
| Дисциплина            | Спортсмен                                                                 | Забег                 | Время                 | Место                 | Забег          | Время          | Место          | Забег      | Время      | Место      | Время | Место |
| --------------------- | ------------------------------------------------------------------------- | --------------------- | --------------------- | --------------------- | -------------- | -------------- | -------------- | ---------- | ---------- | ---------- | ----- | ----- |
| бег на 200 метров     | Станли дель Кармен                                                        |                       |                       |                       | не проводится  | не проводится  | не проводится  |            |            |            |       |       |
| бег на 200 метров     | Янкарлос Мартинес                                                         |                       |                       |                       | не проводится  | не проводится  | не проводится  |            |            |            |       |       |
| бег на 400 метров     | Лугелин Сантос                                                            |                       |                       |                       | не проводится  | не проводится  | не проводится  |            |            |            |       |       |
| бег на 400 метров     | Густаво Куэста                                                            |                       |                       |                       | не проводится  | не проводится  | не проводится  |            |            |            |       |       |
| Эстафета              | Предварительный раунд                                                     | Предварительный раунд | Предварительный раунд | Предварительный раунд | Полуфинал      | Полуфинал      | Полуфинал      | Финал      | Финал      | Финал      | Финал | Финал |
| Эстафета              | Состав                                                                    | Забег                 | Время                 | Место                 | Забег          | Время          | Место          | Состав     | Состав     | Состав     | Время | Место |
| эстафета 4×100 метров | Майобанекс де Олео Йохандрис Андухар Станли дель Кармен Янкарлос Мартинес |                       |                       |                       | не проводится  | не проводится  | не проводится  |            |            |            |       |       |
| эстафета 4×400 метров | Йон Сориано Лугелин Сантос Луис Шарлес Густаво Куэста                     |                       |                       |                       | не проводится  | не проводится  | не проводится  |            |            |            |       |       |

Женщины
Беговые дисциплины
| Дисциплина        | Спортсмен      | Предварительный раунд | Предварительный раунд | Предварительный раунд | Четвертьфиналы | Четвертьфиналы | Четвертьфиналы | Полуфиналы | Полуфиналы | Полуфиналы | Финал | Финал |
| Дисциплина        | Спортсмен      | Забег                 | Время                 | Место                 | Забег          | Время          | Место          | Забег      | Время      | Место      | Время | Место |
| ----------------- | -------------- | --------------------- | --------------------- | --------------------- | -------------- | -------------- | -------------- | ---------- | ---------- | ---------- | ----- | ----- |
| бег на 200 метров | Мариэли Санчес |                       |                       |                       | не проводится  | не проводится  | не проводится  |            |            |            |       |       |

Технические дисциплины
| Дисциплина     | Спортсмен     | Квалификация | Квалификация | Финал     | Финал |
| Дисциплина     | Спортсмен     | Результат    | Место        | Результат | Место |
| -------------- | ------------- | ------------ | ------------ | --------- | ----- |
| тройной прыжок | Ана Хосе Тима |              |              |           |       |

### Стрельба
В январе 2013 года Международная федерация спортивной стрельбы приняла новые правила проведения соревнований на 2013—2016 года, которые, в частности, изменили порядок проведения финалов. Во многих дисциплинах спортсмены, прошедшие в финал, теперь начинают решающий раунд без очков, набранных в квалификации, а финал проходит по системе с выбыванием. Также в финалах после каждого раунда стрельбы из дальнейшей борьбы выбывает спортсмен с наименьшим количеством баллов. В скоростном пистолете решающие поединки проходят по системе попал-промах. В стендовой стрельбе добавился полуфинальный раунд, где определяются по два участника финального матча и поединка за третье место.
Мужчины
| Соревнование | Спортсмены      | Квалификация | Квалификация | Полуфинал            | Полуфинал            | Финал                | Финал                |
| Соревнование | Спортсмены      | Результат    | Место        | Результат            | Место                | Соперник/ Результат  | Место                |
| ------------ | --------------- | ------------ | ------------ | -------------------- | -------------------- | -------------------- | -------------------- |
| трап         | Эдуардо Лоренсо | 114          | 20           | завершил выступление | завершил выступление | завершил выступление | завершил выступление |

### Стрельба из лука
В квалификации соревнований лучники выполняют 12 серий выстрелов по 6 стрел с расстояния 70-ти метров. По итогам предварительного раунда составляется сетка плей-офф, где в 1/32 финала 1-й номер посева встречается с 64-м, 2-й с 63-м и.т.д. В поединках на выбывание спортсмены выполняют по три выстрела. Участник, набравший за эту серию больше очков получает 2 очка. Если же оба лучника набрали одинаковое количество баллов, то они получают по одному очку. Победителем пары становится лучник, первым набравший 6 очков.
Женщины
| Соревнование              | Спортсмены     | Квалификация | Квалификация | 1/32 финала              | 1/16 финала           | 1/8 финала            | Четвертьфинал         | Полуфинал             | Финал                 | Место |
| Соревнование              | Спортсмены     | Результат    | Место        | Соперник Результат       | Соперник Результат    | Соперник Результат    | Соперник Результат    | Соперник Результат    | Соперник Результат    | Место |
| ------------------------- | -------------- | ------------ | ------------ | ------------------------ | --------------------- | --------------------- | --------------------- | --------------------- | --------------------- | ----- |
| индивидуальное первенство | Йессика Камило | 525          | 64           | KORЧхве Ми Сун (1) П 0:6 | завершила выступление | завершила выступление | завершила выступление | завершила выступление | завершила выступление | 33    |

### Теннис
Соревнования пройдут на кортах олимпийского теннисного центра. Теннисные матчи будут проходить на кортах с твёрдым покрытием DecoTurf, на которых также проходит и Открытый чемпионат США.
Мужчины
| Соревнование     | Спортсмены             | 1/32 финала                    | 1/16 финала          | 1/8 финала           | Четвертьфинал        | Полуфинал            | Финал                | Место                |
| Соревнование     | Спортсмены             | Соперник Результат             | Соперник Результат   | Соперник Результат   | Соперник Результат   | Соперник Результат   | Соперник Результат   | Место                |
| ---------------- | ---------------------- | ------------------------------ | -------------------- | -------------------- | -------------------- | -------------------- | -------------------- | -------------------- |
| одиночный разряд | Виктор Эстрелья Бургос | ITAФ. Фоньини П 6:2, 64:7, 0:6 | Завершил выступление | Завершил выступление | Завершил выступление | Завершил выступление | Завершил выступление | Завершил выступление |

### Тхэквондо
Соревнования по тхэквондо проходят по системе с выбыванием. Для победы в турнире спортсмену необходимо одержать 4 победы. Тхэквондисты, проигравшие по ходу соревнований будущим финалистам, принимают участие в утешительном турнире за две бронзовые медали.
Мужчины
| Категория | Спортсмены | Первый раунд       | Четвертьфинал      | Полуфинал          | Финал              | Место |
| Категория | Спортсмены | Соперник Результат | Соперник Результат | Соперник Результат | Соперник Результат | Место |
| --------- | ---------- | ------------------ | ------------------ | ------------------ | ------------------ | ----- |
| до 58 кг  |            |                    |                    |                    |                    |       |
| до 80 кг  |            |                    |                    |                    |                    |       |

Женщины
| Категория   | Спортсмены | Первый раунд       | Четвертьфинал      | Полуфинал          | Финал              | Место |
| Категория   | Спортсмены | Соперник Результат | Соперник Результат | Соперник Результат | Соперник Результат | Место |
| ----------- | ---------- | ------------------ | ------------------ | ------------------ | ------------------ | ----- |
| свыше 67 кг |            |                    |                    |                    |                    |       |

### Тяжёлая атлетика
Каждый НОК самостоятельно выбирает категорию в которой выступит её тяжелоатлет. В рамках соревнований проводятся два упражнения — рывок и толчок. В каждом из упражнений спортсмену даётся 3 попытки. Победитель определяется по сумме двух упражнений. При равенстве результатов победа присуждается спортсмену, с меньшим собственным весом.
Мужчины
| Категория | Спортсмены        | Вес   | Рывок | Рывок | Рывок | Толчок | Толчок | Толчок | Всего | Место |
| Категория | Спортсмены        | Вес   | 1     | 2     | 3     | 1      | 2      | 3      | Всего | Место |
| --------- | ----------------- | ----- | ----- | ----- | ----- | ------ | ------ | ------ | ----- | ----- |
| до 56 кг  | Луис Гарсия Брито | 55,56 | 110   | 115   | 118   | 140    | 145    | 145    | 263   | 8     |

Женщины
| Категория | Спортсмены         | Вес   | Рывок | Рывок | Рывок | Толчок | Толчок | Толчок | Всего | Место |
| Категория | Спортсмены         | Вес   | 1     | 2     | 3     | 1      | 2      | 3      | Всего | Место |
| --------- | ------------------ | ----- | ----- | ----- | ----- | ------ | ------ | ------ | ----- | ----- |
| до 48 кг  | Беатрис Пирон      | 47,50 | 85    | 87    | 87    | 102    | 105    | 105    | 187   | 4     |
| до 58 кг  | Юделькис Контрерас | 57,58 | 96    | 100   | 102   | 117    | 121    | 122    | 217   | 6     |

### Фехтование
В индивидуальных соревнованиях спортсмены сражаются три раунда по три минуты, либо до того момента, как один из спортсменов нанесёт 15 уколов. В командных соревнованиях поединок идёт 9 раундов по 3 минуты каждый, либо до 45 уколов. Если по окончании времени в поединке зафиксирован ничейный результат, то назначается дополнительная минута до «золотого» укола.
Женщины
| Соревнование         | Спортсмены   | 1/32 финала        | 1/16 финала        | 1/8 финала         | Четвертьфинал      | Полуфинал          | Финал              | Место |
| Соревнование         | Спортсмены   | Соперник Результат | Соперник Результат | Соперник Результат | Соперник Результат | Соперник Результат | Соперник Результат | Место |
| -------------------- | ------------ | ------------------ | ------------------ | ------------------ | ------------------ | ------------------ | ------------------ | ----- |
| индивидуальная сабля | Росси Феликс |                    |                    |                    |                    |                    |                    |       |